# Joseph Diescho
Joseph Diescho (n. 10 aprilie, 1955, Andara, Regiunea Kavango - ...) este un scriitor și analist politic namibian.